# Nagy Mihály (birkózó)
Nagy Mihály (Vác, 1993. október 8. – )  magyar szabadfogású birkózó. A Sziget SC sportolója. 2018-ban a szabadfogású Európa-bajnokságon bronzérmes lett 79 kg-os súlycsoportban.

## Sportpályafutása
A 2018-as felnőtt szabadfogású Európa-bajnokság selejtezőjében a belarusz Ali Shabanau volt ellenfele, akivel 2–2 arányban döntetlent ért el. Következő ellenfele a német Martin Obst volt, aki legyőzte 2–0-ra. Vigaszágon azonban folytathatta  a versenyt, ahol a moldovai Alexandru Burcă volt ellenfele. Őt 8–1-re verte, így megszerezte a bronzérmet a 79 kg-os súlycsoportban.
A 2018-as birkózó-világbajnokságon a selejtezőben ellenfele a 79 kg-osok selejtezői során a japán Szosuke Takatani volt. A mérkőzésére 2018. október 21-én került sor. A japán 9–0-ra verte magyar ellenfelét.